# Dorstenia tuberosa
Dorstenia tuberosa là một loài thực vật có hoa trong họ Moraceae. Loài này được C.Wright ex Griseb. mô tả khoa học đầu tiên năm 1860.